# Бьёрнсен, Кристиан
Кристиан Бьёрнсен (норв. Kristian Bjørnsen; род. 10 января 1989, Ставангер, Ругаланн) — норвежский гандболист, правый крайний, выступает за датский клуб «Ольборг» и сборную Норвегии.

## Карьера

### Клубная
Кристиан Бьёрнсен начинал свою профессиональную карьеру в ГК «Ставангер». В 2009 году Бьёрнсен перешёл в «Фюллинген Берген». В 2014 году Кристиан Бьёрнсен перешёл в шведский клуб ГК «Кристианстад». В составе ГК Кристианстад, Кристиан Бьёрнсен выиграл дважды чемпионат Швеции. В 2016 году Кристиан Бьёрнсен перешёл в немецкий клуб «Вецлар».

### В сборной
Кристиан Бьёрнсен выступает за сборную Норвегии. Бьёрнсен дебютировал в сборной Норвегии 19 июля 2012 года. Кристиан Бьёрнсен провёл за сборную Норвегии 79 матчей и забросил 362 мячей. Серебряный призёр чемпионата Мира 2017.

## Титулы
- Серебряный призёр чемпионата мира: 2017
- Победитель чемпионата Швеции: 2015, 2016
- Лучший правый крайний чемпионата мира: 2017[5]

## Статистика
Статистика Кристиана Бьёрнсена сезона 2019/20 указана на 26.1.2020
| Сезон   | Клуб    | Лига       | Матчи | Голы   | Голы   | Голы  |
| Сезон   | Клуб    | Лига       | Матчи | С игры | 7-метр | Всего |
| ------- | ------- | ---------- | ----- | ------ | ------ | ----- |
| 2016/17 | Ветцлар | Бундеслига | 31    | 123    | 37     | 86    |
| 2017/18 | Ветцлар | Бундеслига | 34    | 159    | 26     | 133   |
| 2018/19 | Ветцлар | Бундеслига | 28    | 70     | 0      | 70    |
| 2019/20 | Ветцлар | Бундеслига | 20    | 67     | 0      | 67    |